# Municipio de Shenango (condado de Lawrence)
El municipio de Shenango (en inglés: Shenango Township) es un municipio ubicado en el condado de Lawrence en el estado estadounidense de Pensilvania. En el año 2000 tenía una población de 7.633 habitantes y una densidad poblacional de 54 personas por km².

## Geografía
El municipio de Shenango se encuentra ubicado en las coordenadas 40°58′00″N 80°17′59″O / 40.96667, -80.29972.

## Demografía
Según la Oficina del Censo en 2000 los ingresos medios por hogar en la localidad eran de $39,949 y los ingresos medios por familia eran de $46,933. Los hombres tenían unos ingresos medios de $36,387 frente a los $21,783 para las mujeres. La renta per cápita de la localidad era de $19,068. Alrededor del 5,2% de la población estaba por debajo del umbral de pobreza.